# Evangelische Kirche (Neuhof)

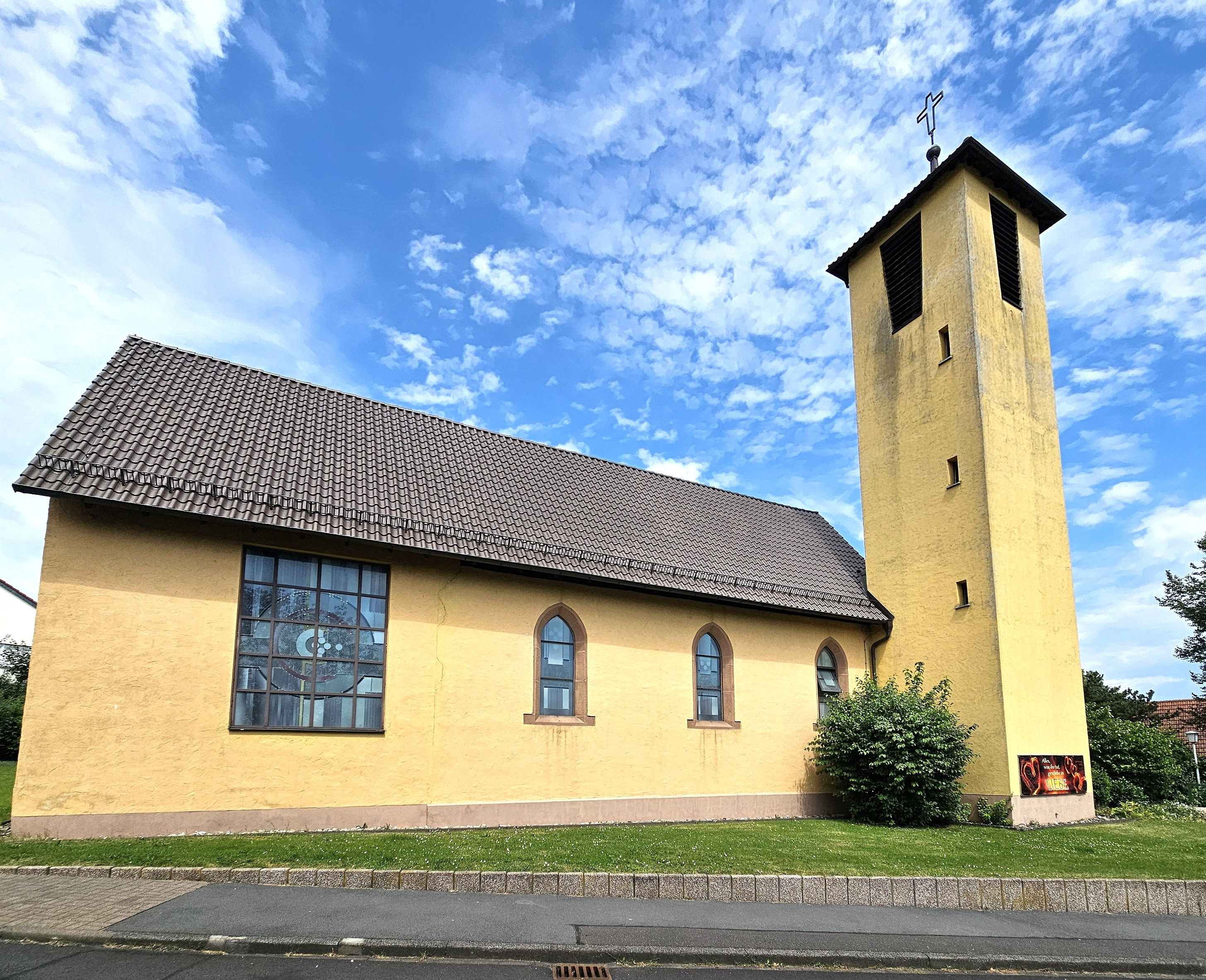
Außenansicht (2024)

Die evangelische Kirche ist ein ortsbildprägendes Kirchengebäude in Neuhof, einer Gemeinde im Landkreis Fulda (Hessen). Sie gehört zur Kirchengemeinde Flieden-Neuhof im Kirchenkreis Fulda im Sprengel Hanau-Hersfeld der Evangelischen Kirche von Kurhessen-Waldeck.

## Geschichte
Die Geschichte der Evangelischen Kirche Neuhof beginnt im 19. Jahrhundert. Nachdem die evangelische Gemeinde Neuhof im Jahr 1866 ein Grundstück erworben hatte, auf dem sich ein Schulgebäude, eine Scheune und ein Garten befanden, wurde der Bau einer eigenen Kirche beschlossen. Nach zweijähriger Bauzeit wurde die damals kleinere und im schlichten neugotischen Stil erbaute Kirche am 20. August 1876 eingeweiht. Die Finanzierung des Baus erfolgte maßgeblich durch die Unterstützung engagierter Gemeindeglieder und des Gustav-Adolf-Vereins Kassel, der auch heute noch eine enge Verbindung zur Gemeinde pflegt.
Mit der Entdeckung von Kalivorkommen in Neuhof-Ellers und dem Beginn der Förderung im Jahr 1910 wuchs die evangelische Gemeinde erheblich. In den 1950er Jahren wurde die Kirche aufgrund der stark gestiegenen Zahl der Gemeindeglieder zu klein, sodass ein Ausbau nötig wurde. Zwischen 1958 und 1959 erfolgte eine Erweiterung der Kirche, bei der der Altarraum vergrößert und ein Glockenturm errichtet wurden. Dabei wurde die Kirche nach dem damaligen Zeitgeist nüchtern umgestaltet. Die neuen Glocken riefen erstmals am 21. Februar 1960 die Gemeinde zum Gottesdienst, und im Jahr 1963 kamen zwei weitere Glocken hinzu. In den Jahren 2010 und 2011 wurde die Kirche zuletzt grundlegend innenrenoviert.

## Architektur

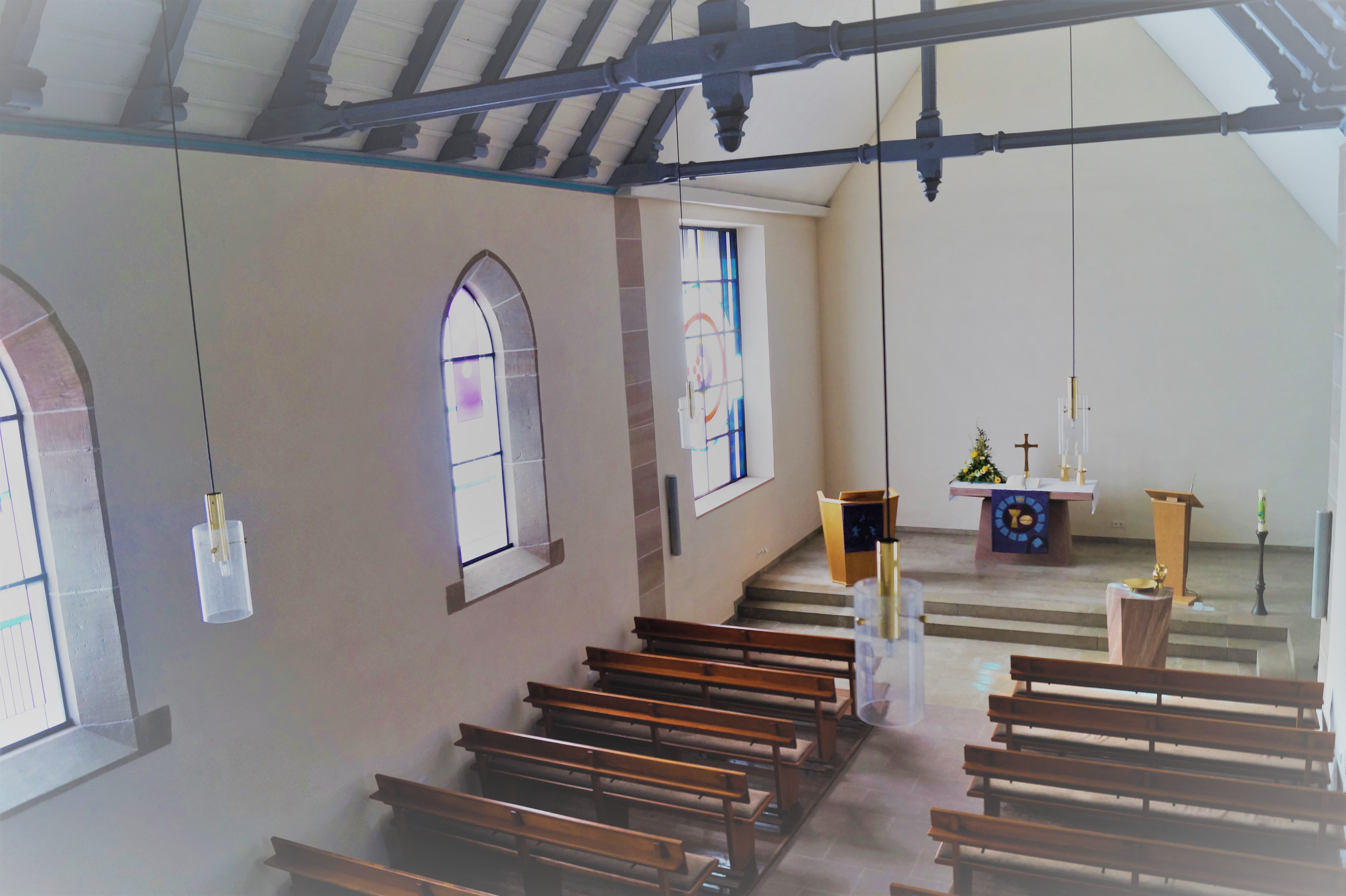
Kirchenraum (2018)

Die Architektur ist geprägt durch den schlichten Stil des späten 19. Jahrhunderts, der sich in der ursprünglichen Bauweise widerspiegelt. Der Umbau in den 1950er Jahren fügte einen markanten Glockenturm hinzu, der heute das Erscheinungsbild des Gebäudes prägt. Der erweiterte Altarraum und die neue Raumaufteilung schufen einen großzügigeren Kirchenraum.

## Ausstattung
Die Innenausstattung der Kirche wurde im Laufe der Zeit mehrfach verändert und modernisiert. Die Kirchenfenster wurden von Joachim Dorn entworfen und 1992 von der Glasbaufirma Wilhelm Derix umgesetzt. Sie zeigen den Verlauf des Kirchenjahres sowie die Vielfalt der Gemeinde.

## Orgel
Die Ratzmann-Orgel ist ein historisches Instrument mit einer bewegten Geschichte, die bis ins 19. Jahrhundert zurückreicht. Die Basis der Orgel wurde vermutlich um 1835 erbaut und 1885 nach einer umfassenden Überarbeitung und Umgestaltung durch den Orgelbauer Ratzmann in Neuhof aufgestellt. Dieses Werk bildete die Grundlage für das heutige Instrument, das durch zahlreiche Eingriffe und Veränderungen geprägt wurde.
Im Jahr 1961 wurde das ursprüngliche Orgelgehäuse durch Orgelbau Hey teilweise entfernt, um Platz für ein neues, breiteres Gehäuse zu schaffen, das um die Orgel herumgebaut wurde. Diese Maßnahme veränderte nicht nur das äußere Erscheinungsbild der Orgel, sondern auch ihre Disposition. Diese wurde in dieser Zeit um die Register Prinzipal 8’ und Cymbel erweitert, während die Gamba 8’ bereits 1947 auf eine 2’-Länge gekürzt worden war, was den Klangcharakter des Instruments erheblich beeinflusste.

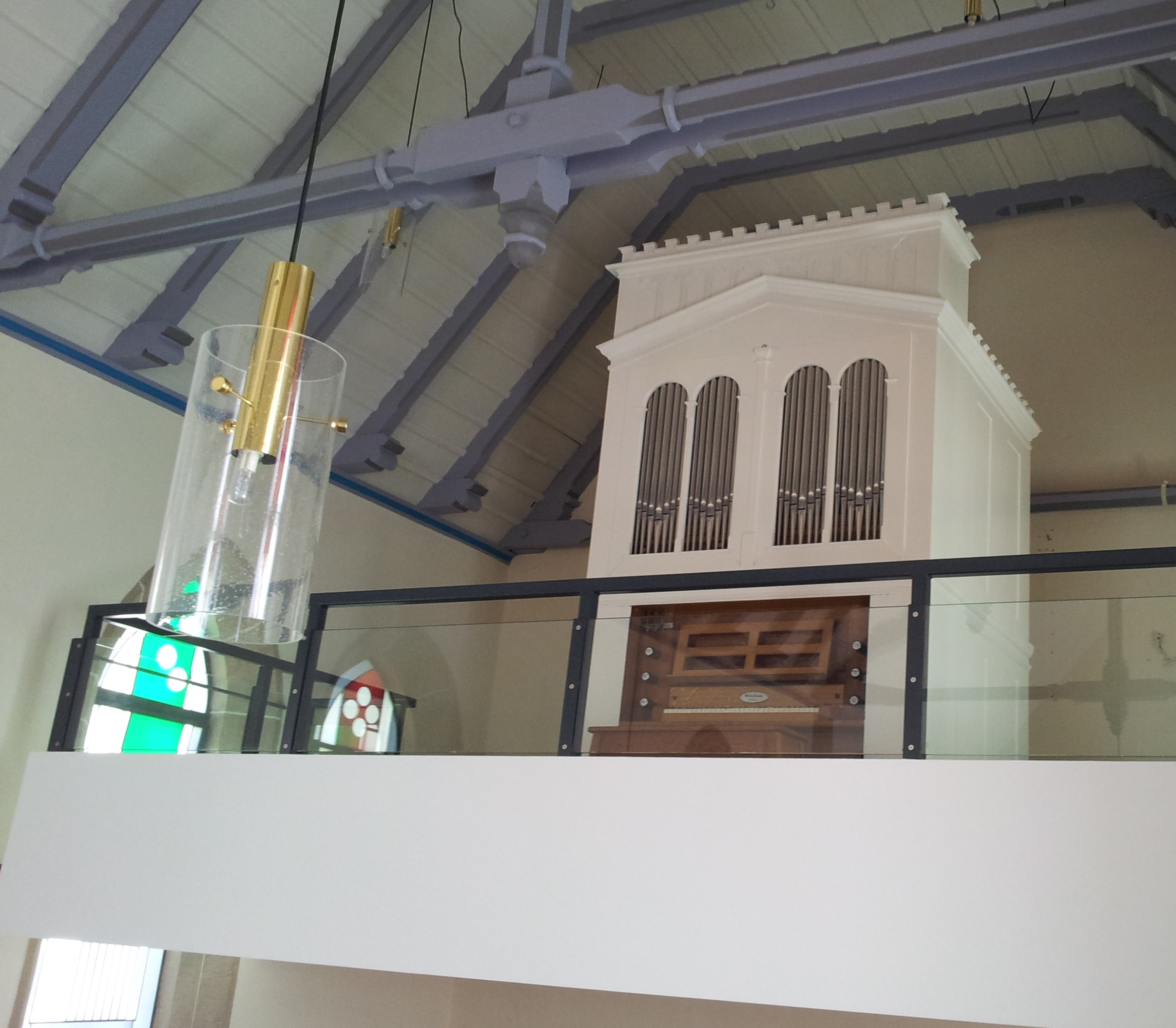
Ratzmann-Orgel (2018)

Im Rahmen der umfassenden Restaurierung im Jahr 2012 wurde die Ratzmann-Orgel durch Orgelbau Andreas Schmidt auf ihren gewachsenen Zustand von 1885 zurückversetzt. Dies bedeutete nicht nur eine Rekonstruktion der ursprünglichen klanglichen Eigenschaften, sondern auch eine Wiederherstellung des historischen Gehäuses. Um den klanglichen Umfang der Orgel zu erweitern, wurde zudem eine reversibel angelegte Dispositionserweiterung hinzugefügt, die Principal 4’, Flöte 2’ und ein Cornett ab c1 umfasst.
Diese detailgenaue Restaurierung hat es ermöglicht, die Ratzmann-Orgel als ein historisches Instrument wiederzuerwecken, das den Charakter und die handwerkliche Kunstfertigkeit des 19. Jahrhunderts widerspiegelt. Gleichzeitig bietet die Dispositionserweiterung der Orgel moderne klangliche Möglichkeiten, ohne den historischen Wert des Instruments zu beeinträchtigen. Heute zählt die Ratzmann-Orgel zu den musikalischen Schätzen der Region und wird sowohl im Gottesdienst als auch bei Konzerten genutzt.
Heute besitzt die mechanische Schleifladenorgel 7 Register auf einem Manual und Pedal.
| I Hauptwerk C–f3 |        |
| Gedakt           | 8′     |
| Viola di Gamba   | 8′     |
| Principal        | 4′     |
| Gemshorn         | 4′     |
| Flöte            | 2′     |
| Cornet III       | 3 1⁄5′ |

| Pedal C–d1 |     |
| Subbaß     | 16′ |

- Koppel: I/P

## Kirchengemeinde
Die Evangelische Kirchengemeinde Flieden-Neuhof spielt zusammen mit der Evangelischen Kirche Flieden eine zentrale Rolle im Gemeindeleben. Die enge Verbindung zum Gustav-Adolf-Werk, das den Bau der Kirche einst unterstützte, besteht bis heute.